# Rentner

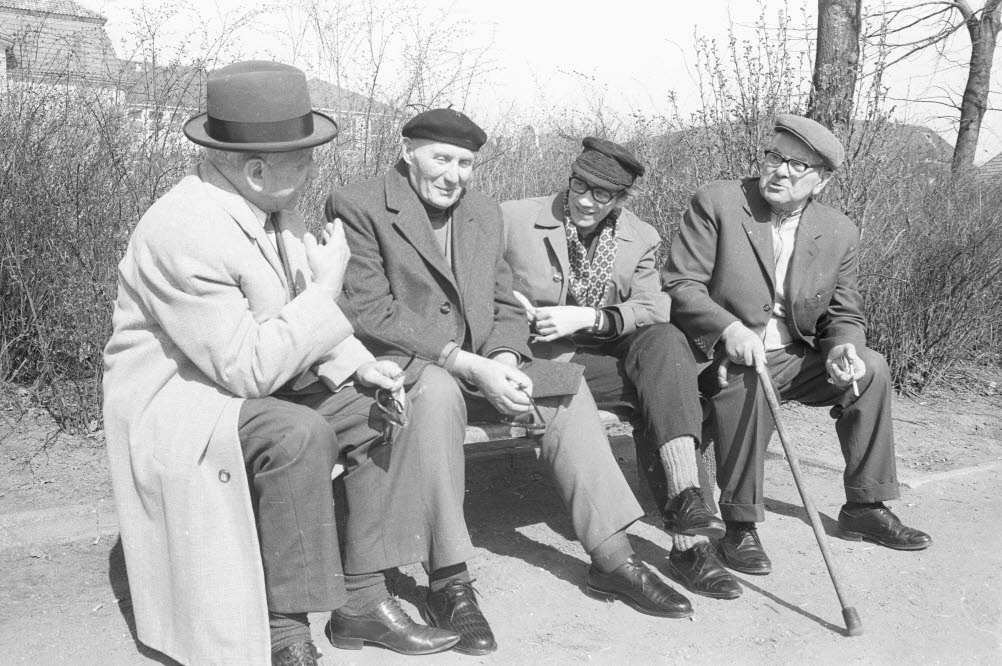
Rentner beim Klönschnack im Kieler Schützenpark (1973)

Ein Rentner ist eine nicht mehr oder überwiegend nicht mehr erwerbstätige Person, die ihren Lebensunterhalt aus einer Rente, also einer gesetzlichen oder privaten Versicherungsleistung, bestreitet.

## Abgrenzung
Privatiers [pʀiˈvaˈtjeː], die von ihrem angesparten Vermögen leben, gelten nicht als Rentner.
Eine Person, die von regelmäßigen Zahlungen aus angelegtem Kapital, der Vermietung von Immobilien oder der Verpachtung von Land lebt, bezeichnet man als Rentier [rɛnˈtjeː]. Ein Rentier kann zusätzlich eine – in der Höhe untergeordnete – Rente beziehen.

## Deutschland
Pensionäre erhalten statt einer Rente eine Pension, also eine meist staatliche Versorgungsleistung, die nicht auf vorher eingezahlten Beiträgen beruht, sondern auf dienstzeitbezogenen Versorgungsansprüchen. Die praktischen Unterschiede liegen vor allem in der Besteuerung von Sozialversicherungsrenten einerseits und Beamtenpensionen andererseits. Im allgemeinen Sprachgebrauch wird nicht scharf zwischen beiden unterschieden.
Witwen, Witwer und Waisen – egal welchen Alters – gelten ab Rentenbezug aus der deutschen gesetzlichen Rentenversicherung im Sinne des Gesetzes als Rentner.
Ein Rentenbezieher kann nach dem Flexirentengesetz von 2017 neben dem Bezug einer Altersrente weiterhin beruflich tätig sein und entsprechend in die Rentenkasse einzahlen, um die Rentenhöhe zu verbessern.
Die Zahl der Rentner in Deutschland lag im Jahr 1993 bei 15,38 Millionen und am 1. Juli 2012 bei 20,61 Millionen. Der durchschnittliche Rentenbetrag (einschließlich Zahlungen aus Hinterbliebenenrenten) lag am 1. Juli 2012 für Männer bei 998 Euro, für Frauen bei 739 Euro. Bei Frauen stammt ein höherer Anteil der Rente aus der Hinterbliebenenrente.

## Schweiz
Das ordentliche Rentenalter liegt in der Schweiz (Stand 2022) für Männer bei 65 Jahren und bei Frauen seit 2022 ebenso bei 65 Jahren.

## Österreich
In Österreich bezeichnet man einen Rentner seit den 1970er Jahren als Pensionisten, die gesetzliche Rente als Pension. Bis dahin waren nur die Ruhestandsbezüge von Beamten als Pensionen bezeichnet worden. Gesprochen wird das Wort nicht französierend ("Pen-sion" statt "Pang-sion").

## Interessenvertretung in der Politik
Unter anderem engagieren sich folgende Parteien gezielt für die Interessen von Rentnern und Pensionierten:
- Pensjonistpartiet (PP), Norwegen
- Aktive Pensionister, Dänemark
- Die Grauen – Graue Panther, Deutschland (bis 2008)
- 50PLUS, Niederlande
- Russische Partei der Pensionäre, Russland
- Alternativ Demokratesch Reformpartei, Luxemburg
- Pensionati Uniti (Vereinigte Pensionäre), Italien
- Partito Pensionati, Italien
- Partido Unido dos Reformados e Pensionistas (PURP), Portugal
- Demokratische Pensionistenpartei Sloweniens, Slowenien
- Kroatische Rentnerpartei, Kroatien
- Gimla’ei Israel LaKnesset (Israelische Rentner in die Knesset), Israel
- Seniors United Party of Australia, Australien
- Partido dos Aposentados da Nação (PAN), Brasilien
- Partei der vereinigten Pensionäre Serbiens, Serbien

## Trivia
Die Wort Rentner ist ein Palindrom, das sich gleichlautend vorwärts und rückwärts lesen lässt.